# Nordost (Wiesbaden)
Nordost (en français : Nord-Est) est un quartier de la ville de Wiesbaden. 